# Nørrebrogade (Aarhus)
 For alternative betydninger, se Nørrebrogade (flertydig). (Se også artikler, som begynder med Nørrebrogade)
Nørrebrogade er en gade i Aarhus C som anlægsmæssigt kan føres tilbage til omkring 1760.
I 1868 blev det første stykke af Randersvejen (derfor forveksles Nørrebrogade ofte med Randersvej) – fra hvor Studsgades port havde stået til lidt nord for den senere anlagte Kirkegårdsvej – af byrådet navngivet Nørrebrogade.
Gaden fremstår som firesporet (to i hver retning), hvortil kommer to spor for Aarhus Letbane i midten. Gaden er en af de mest trafikerede indfaldsårer til byen.
Bemærk at navnet udtales med tryk på første stavelse og ikke på "bro" (i hvert fald fra 1950-1980)